# Pastís Joffre
Un pastís Joffre (en romanès: prăjitură jofră) és un pastís de capa de llet de xocolata farcit de ganache de xocolata i glaçat amb crema de mantega de xocolata creat originalment al restaurant Casa Capșa de Bucarest, en honor a la visita del mariscal francès Josep Joffre i Plas, poc després de la Primera Guerra Mundial. Es diu que el pastís va ser ideat per ser apte per a diabètics, ja que Joffre era diabètic.
Alguns comentaristes diuen que la mida del pastís de Joffre probablement tenia com a model el casc Adrian que portaven els soldats francesos i romanesos durant la Primera Guerra Mundial.